# Анархо-капитализм
Ана́рхо-капитали́зм — политическая идеология, выступающая за ликвидацию государства и других принудительных социальных институтов в пользу индивидуального суверенитета в условиях свободного рынка. Центральным постулатом анархо-капитализма является принцип ненападения, декларирующий добровольное рыночное решение всех социальных проблем и потребностей, в том числе и общественную потребность в законе и порядке.
В этом смысле, термин «анархо-капитализм» часто является синонимом «либертарианства» — системы ценностей, развивавшейся с 1960-х годов, основанной на идее свободы как отсутствия агрессии и принуждения.
Анархо-капитализм отрицает государство как оседлого бандита и выступает против его финансирования в виде налогообложения. Сторонники учения стремятся к обеспечению защиты личной свободы и частной собственности без участия государства, с помощью частных предпринимателей и предприятий (организаций), строящих свою деятельность на мотивах получения прибыли.
Термин «анархо-капитализм» был введён Мюрреем Ротбардом, который в шестидесятых годах синтезировал положения австрийской школы экономики, классического либерализма и американских индивидуалистических анархистов XIX века Лисандра Спунера и Бенджамина Такера (отвергая при этом их трудовую теорию стоимости и нормы, которые из неё следуют) в новую политическую философию. Хотя некоторые историки, включая и самого Ротбарда, прослеживают корни данного анархистского направления до середины XIX столетия в работах рыночных теоретиков, таких как Густав де Молинари (Gustave de Molinari).
Анархо-капитализм испытал на себе влияние таких прорыночных теоретиков, как Молинари, Фредерик Бастиа и Роберт Нозик, а также американских теоретиков индивидуализма, таких как Бенджамин Такер и Лисандр Спунер. Продуманная форма анархистского индивидуализма, она отличается от индивидуализма «Бостонских анархистов» XIX столетия своим отрицанием трудовой теории стоимости (и её нормативные значения) в пользу неоклассической или австрийской школы маржиналистского направления. В свою очередь анархо-капиталистические идеи способствовали развитию агоризма, волюнтаризма и криптоанархизма. Есть институты, очень тесно связанные с капиталистическим анархизмом: Центр либертарианских исследований и Институт Людвига фон Мизеса.
Анархо-капитализм, наряду с минархизмом, является одним из двух столпов либертарианства, а именно идеологическим ориентиром, в то время как минархизм является практикой либертарианства в контексте существования института государства. Анархо-капитализм также отличен от других видов анархизма, которые стремятся отменить частную собственность и другие аспекты капитализма.

## Философия

### Этика
Анархо-капитализм выступает за общество, основанное на добровольной торговле частной собственностью и услугами (в общем, за все отношения, которые не вызваны угрозами или насилием, включая обмен деньгами, потребительскими товарами, землёй и капитальными товарами) с целью свести к минимуму конфликты при максимальном увеличении личной свободы и процветания. Тем не менее, анархо-капиталисты также признают благотворительность и общественные мероприятия как часть той же добровольной этики. Хотя анархо-капитализм отстаивает право на частную (личную или совместную) собственность, некоторые предполагают, что негосударственная общественная или как таковая общественная собственность также могут существовать в анархо-капиталистическом обществе. Важно то, что она приобретается и передаётся без помощи или помехи со стороны государства. Либертарианцы считают, что единственный справедливый и наиболее экономически выгодный способ приобретения собственности — это добровольная торговля, дарение или первоначальное присвоение на основе труда, а не агрессия или мошенничество.
Анархо-капитализм рассматривает свободный рыночный капитализм как основу для свободного и процветающего общества. Мюррей Ротбард считал, что разница между капитализмом свободного рынка и государственным капитализмом — это разница между мирным добровольным обменом и сговором между бизнесом и государством, которое использует принуждение, чтобы подорвать свободный рынок. Согласно анархо-капитализму, капитализм не следует путать с государственно-монополистическим капитализмом, клановым капитализмом, корпоративизмом или современной смешанной экономикой, где рыночные стимулы и сдерживающие факторы могут быть изменены действиями государства. Поэтому анархо-капитализм отвергает государство, рассматривая его как субъект, который крадёт собственность (посредством налогообложения и экспроприации), инициирует агрессию, имеет принудительную монополию на применение силы, использует свои принудительные полномочия для выгоды некоторых предприятий и частных лиц за счёт других, создаёт искусственные монополии, ограничивает торговлю и ограничивает личные свободы с помощью законов о наркотиках, обязательном образовании, призыве на военную службу, законов о морали и так далее.
Многие анархисты рассматривают капитализм как по своей сути авторитарную иерархическую систему и стремятся уничтожить частную собственность. Существует расхождение между этими левыми анархистами и Laissez-faire анархо-капиталистами. Первые в целом отвергают анархо-капитализм как форму анархизма и считают анархо-капитализм оксюмороном, в то время как последние считают, что для отмены частной собственности потребуются экспроприации, которые являются контрпродуктивными для порядка и потребуют необходимости государства. На диаграмме Нолана анархо-капитализм находится на крайнем краю либертарианского квадранта, поскольку он полностью отвергает вмешательство государства в экономические и личные дела.
Анархо-капитализм утверждает, что государство полагается на инициирующее насилие, потому что насилие может быть применено против тех, кто не похищал личную собственность, не разграбил частную собственность, не нападал на кого-либо и не совершал мошенничество. Многие либертарианцы также утверждают, что субсидируемые монополии рано или поздно становятся коррумпированными и неэффективными. Мюррей Ротбард утверждал, что все государственные услуги, в том числе оборонные, неэффективны, потому что у них нет рыночного механизма ценообразования, регулируемого добровольными решениями потребителей при покупке услуг, которые отвечают их наиболее приоритетным потребностям, и инвесторов, которые ищут наиболее прибыльные предприятия для инвестиций. Многие либертарианцы также утверждают, что частные оборонные и судебные органы должны иметь хорошую репутацию, чтобы оставаться на рынке. Кроме того, Линда и Моррис Тэннехилл утверждают, что никакая принудительная монополия на насилие не может возникнуть на действительно свободном рынке и что гражданское правительство не может оставить их в пользу компетентного агентства по защите и обороне.

Ротбард основывает свою философию на законах естественного права, а также даёт экономические объяснения того, почему он считает анархо-капитализм предпочтительным и на прагматической основе. Дэвид Д. Фридман говорит, что он не теоретик абсолютистских прав, но также и не утилитарист. Однако он считает, что «утилитарные аргументы обычно являются лучшим способом защиты либертарианских взглядов». Питер Лисон утверждает, что «аргумент в пользу анархии основывается на эмпирических данных, а не на теории». Ханс-Герман Хоппе вместо этого использует этику аргументации для своего основания «анархизма частной собственности», что ближе к подходу естественного права Ротбарда:
Я определяю анархистское общество как общество, в котором нет законной возможности насильственной агрессии против личности или собственности какого-либо лица. Анархисты выступают против государства, потому что оно само находится в такой агрессии, а именно: экспроприация частной собственности посредством налогообложения, принудительное исключение других поставщиков оборонных услуг с его территории и все другие грабежи и принуждения, которые на них основаны. Двойные очаги вторжения в индивидуальные права.

-  Мюррей Ротбард, Общество без государства 
Хотя фридмановская формулировка анархо-капитализма устойчива к присутствию насилия и фактически предполагает некоторую степень насилия, анархо-капитализм, сформулированный Ротбардом и другими, строго придерживается центральной либертарианской аксиомы ненападения:
Основная аксиома либертарианской политической теории гласит, что каждый человек является собственником и обладает абсолютной юрисдикцией над своим телом. По сути, это означает, что никто другой не может справедливо вторгаться или применять агрессивное насилие против личности другого человека. Из этого следует, что каждый человек справедливо владеет теми ресурсами, которые ранее никому не принадлежали и которые он присваивал или «прикладывал к ним свой труд». Из этих двойных аксиом — владения собственностью и «гомстединга» — вытекает обоснование всей системы прав собственности в обществе свободного рынка. Эта система устанавливает право каждого человека на свою личность, право пожертвования, завещания (и, соответственно, право на получение завещания или наследства), а также право договорного обмена имущественными правами.
Защита Ротбардом принципа самопринадлежности вытекает из того, что он считал фальсификацией все другие альтернативы, а именно, что либо группа людей может владеть другой группой людей, либо что ни один человек не может полностью владеть своей собственностью самостоятельно. Ротбард отклоняет эти два случая на том основании, что они не могут привести к универсальной этике, то есть справедливому естественному закону, который может управлять всеми людьми, независимо от места и времени. Единственная альтернатива, которая остаётся Ротбарду, — это владение собой, которое, как он считает, является аксиоматичным и универсальным.
В целом, можно сказать, что аксиома ненападения является запретом на применение силы или угрозы применения силы против лиц (то есть прямого насилия, нападения, убийства) или имущества (то есть мошенничества, кражи со взломом, кражи и налогообложения). Инициирование силы обычно называют агрессией или принуждением. Разница между анархо-капитализмом и минархизмом в значительной степени заключается в принятии этой аксиомы идеологически и применении её на практике. С точки зрения минархизма либертарианцы, и большинство людей, вовлечённых в либертарианские политические партии в частности, должны выступать за минимизацию государства до некоторого необходимого минимума, сохранив, по крайней мере, государственную полицию, суды и армию. Список функций минимального государства может быть расширен. Напротив, анархо-капитализм идеологически отвергает любое государственное вмешательство, определяя государство как монополию на насилие и как единственную сущность в человеческом обществе, которая получает доход от правовой агрессии — сущность, которая по своей природе нарушает центральную аксиому либертарианства.
Некоторые либертарианцы (такие как Ротбард) принимают аксиому о ненападении на основе морального или естественного права. Именно с точки зрения принципа ненападения Ротбард определил анархизм как «систему, которая не предусматривает никаких юридических санкций за такую агрессию против личности и собственности»; и сказал, что «то, что анархизм предлагает сделать, это отменить государство, то есть отменить упорядоченный институт агрессивного принуждения». В интервью, опубликованном в либертарианском журнале «New Banner», Ротбард сказал, что «капитализм является наиболее полным выражением анархизма, а анархизм — наиболее полным выражением капитализма».

### Собственность

#### Частная собственность
В основе анархо-капитализма Ротбарда лежат концепции самопринадлежности и первоначального присвоения, объединяющие личную и частную собственность:
Каждый человек является собственником своего физического тела, а также всей земли и природных ресурсов, которые он занимает и использует для своего тела, при условии, что никто другой не занимал и не использовал те же земли и товары перед ним. Это право собственности на «первоначально присвоенные» места и товары человеком подразумевает его право использовать и преобразовывать эти места и товары любым способом, который он сочтёт нужным, только при условии, что он непреднамеренно не изменяет тем самым физическую целостность земли и товаров, первоначально присвоенных другим человеком. По выражению Джона Локка земля или товар были впервые присвоены «приложением своего труда» к ним.

Это основа анархо-капиталистических прав собственности. Они отличаются от своих аналогов из коллективистских форм анархизма, таких как анархо-коммунизм, где средства производства контролируются всей общиной, а продукт труда коллективизируется в хранилище товаров и распределяется «по потребностями» (которые должны определяться и применяться коллективно). Анархо-капитализм выступает за индивидуальную или совместную (то есть частную) собственность на средства производства и продукты труда независимо от индивидуальных «нужд» и не «нужд». Как говорил Ротбард, «если каждый человек имеет право владеть своим телом и если он должен использовать и преобразовывать материальные природные объекты, чтобы выжить, то он имеет право владеть произведённым им продуктом». После того, как собственность трансформируется с помощью рабочей силы, она может законно обмениваться путём торговли или дарения — принудительные передачи считаются незаконными. Первоначальное присвоение позволяет человеку претендовать на любые ранее не использованные ресурсы, включая землю, и, улучшая или иным образом используя её, владеть ею с тем же «абсолютным правом», что и право собственности человека на его собственное тело. Согласно Ротбарду, собственность может быть получена только посредством труда, поэтому первоначальное присвоение земли не является законным, если просто требовать её или если возвести вокруг неё забор — только путём использования земли и смешивания с ней своего труда узаконивается первоначальное присвоение: «Любая попытка потребовать новый ресурс, который кто-то не использует, должна считаться паразитической по отношению к праву собственности того, кем окажется его первый пользователь». С практической точки зрения, с точки зрения владения землёй, анархо-капиталисты признают, что на Земле осталось немного (если таковые вообще имеются) земельных участков, право собственности на которые в определённый момент времени не было получено в нарушение принципа гомстеда путём «захвата их государством или передачи в частные руки при содействии государства». Ротбард говорит:
Недостаточно просто призывать к защите «прав частной собственности»; должна существовать адекватная теория справедливости в отношении прав собственности, иначе любая собственность, которую какое-то государство когда-то постановило считать «частной», теперь должна защищаться либертарианцами, независимо от того, насколько несправедливой является процедура или насколько вредны её последствия.
Ротбард говорит в «Правосудии и праве собственности», что «любой опознаваемый владелец (первоначальная жертва кражи или его наследник) должен получить свою собственность». В случае рабства Ротбард говорит, что во многих случаях «старые плантации, а также наследники и потомки бывших рабов могут быть идентифицированы, и репарации могут стать действительно очень специфическими». Он считает, что рабы по праву владеют любой землёй, на которой они были вынуждены работать по принципу гомстеда. Если собственность находится в руках государства, Ротбард выступает за его конфискацию и «возвращение в частный сектор», заявляя, что «любая собственность в руках государства находится в руках воров и должна быть освобождена как можно скорее». Например, он выступает за то, чтобы государственные университеты были получены в собственность студентами и преподавателями по принципу гомстеда. Ротбард также поддерживает экспроприацию номинально «частной собственности», если она является результатом инициированной государством компании, например, предприятий, которые получают гранты и субсидии. Он предлагает, чтобы предприятия, которые получают не менее 50 % своего финансирования от государства, были конфискованы их работниками. Он говорит: «То, против чего мы, либертарианцы, выступаем, это не само государство, а преступность, против которой мы возражаем, это несправедливые или криминальные права собственности. То, за что мы выступаем, — это не „частная“ собственность как таковая, а просто частная собственность — не преступная». Точно так же Карл Гесс говорит, что «Либертарианство продвигает принципы собственности, но никоим образом не хочет защищать всё имущество, которое теперь называется частным […]. Многое из него имеет сомнительный статус. Всё это глубоко переплетено с аморальной, принудительной государственной системой». Принимая аксиоматическое определение частной собственности и прав собственности, анархо-капитализм отрицает законность государства в принципе:
Исключая как немыслимую любую такую деятельность как убийство, гомицид, изнасилование, посягательство, ограбление, кража со взломом, кража и мошенничество, этика частной собственности также несовместима с существованием государства, определяемого как агентство, которое обладает обязательной территориальной монополией на принятие окончательного решения (юрисдикция) и/или право на налогообложение.

#### Общественная собственность
Хотя либертарианцы отстаивают право на частную собственность, некоторые из них также отмечают, что общая, то есть общественная собственность также может существовать по праву в рамках анархо-капиталистической системы. Точно так же, как индивид приобретает то, что ему не принадлежало, смешивая свой труд с этой вещью, целое сообщество или общество могут прийти к общему владению, смешивая свой труд с ним коллективно, то есть таким образом, что никто не может присвоить его как его собственный. Это может относиться к дорогам, паркам, рекам и частям океанов. Анархист-теоретик Родерик Т. Лонг приводит следующий пример:
Рассмотрим деревню рядом с озером. Деревенские жители обычно спускаются к озеру, чтобы порыбачить. В первые дни сообщества трудно добраться до озера из-за всех кустов и упавших веток на пути. Но со временем путь очищается и формируется дорога — не через какие-либо скоординированные усилия, а просто в результате того, что люди ходят таким путём изо дня в день. Расчищенный путь — это продукт труда, но не труд отдельного человека, а труд совместный. Если бы один сельский житель решил воспользоваться преимуществами созданной в настоящее время дороги, установив ворота и взимая плату за проезд, он нарушил бы право коллективной собственности, которое сельские жители все вместе заработали.
Тем не менее анархо-капиталисты полагают, что собственники, которые владеют коллективной собственностью, в зависимости от количества владельцев со временем теряют уровень ответственности, который достаточно высок при пользовании собственностью индивидуальной, — тем самым делая консенсус относительно решений об использовании и обслуживании имущества всё менее вероятным (пропорционально количеству владельцев коллективной собственности). Поэтому либертарианцы, как правило, не доверяют и стремятся избегать преднамеренных общинных мероприятий. Либертарианскими целями часто являются приватизация, децентрализация и индивидуализация. Однако в некоторых случаях они не только создают проблемы, но и считаются практически невозможными. Например, установленные океанские маршруты, как правило, считаются недоступными для частных ассигнований.
Либертарианцы склонны соглашаться с энвайронменталистами свободного рынка в отношении «экологически разрушительных тенденций государства и других общественных механизмов». Например, загрязнение воздуха, воды и земли рассматривается как результат коллективизации собственности. Они полагают, что правительства обычно не учитывают индивидуальное или коллективное порицание по отношению к тем, кто загрязняет окружающую среду. Здесь оные правительства якобы действуют в «интересах большинства», а законодательная и экономическая поддержка тяжёлой индустрии по мнению многих политиков оправдана тем, что это создаёт рабочие места внутри конкретных политических границ.

### Экономика
Австрийская школа экономики утверждает, что социализм и плановая экономика нежизнеспособны. Ойген фон Бем-Баверк, коллега основателя австрийской школы Карла Менгера, написал одну из первых критических статей о социализме в своём трактате «Теория эксплуатации социализма-коммунизма». Позже Фридрих фон Хайек написал «Дорогу к рабству» (1944), в которой утверждается, что плановой экономике не хватает информационной функции рыночных цен и что центральная власть над экономикой ведёт к тоталитаризму. Другой австрийский экономист, Людвиг фон Мизес, написавший трактат «Человеческая деятельность», расписал в нём раннее изложение метода, который он назвал праксеологией.
Ротбард попытался объединить австрийскую экономическую теорию с классическим либерализмом и индивидуалистическим анархизмом. Он написал свою первую статью в защиту «анархизма частной собственности» в 1949 году, а затем предложил альтернативное название «анархо-капитализм». Вероятно, он был первым, кто сформулировал либертарианство в его нынешнем виде. Его академическая подготовка была в области экономики, но его работы также относятся к истории и политической философии. Будучи молодым, он считал себя частью Старых правых, антиэтатистского и анти-интервенционистского отделения Республиканской партии. В конце 1950-х он тесно общался с Айн Рэнд, но позже между ними произошёл конфликт. Когда в 1950-х годах интервенционистские сторонники Холодной войны из «National Review», такие как Уильям Ф. Бакли младший, получили влияние в Республиканской партии, Ротбард покинул их и некоторое время сотрудничал с левыми антивоенными группами. Он считал, что эти «солдаты Холодной войны» в большей степени были обязаны своими взглядами левым и империалистически настроенным прогрессивистам, особенно это касалось троцкистской теории. Ротбард выступил против основания Либертарианской партии США, но присоединился в 1973 году и стал одним из её ведущих активистов.

### Контрактное общество
Общество, предполагаемое анархо-капитализмом, было названо «контрактным обществом», то есть «обществом, основанным исключительно на добровольных началах, полностью лишённых агрессии или угроз агрессии», в котором система опирается на добровольные соглашения (контракты) между физическими лицами в качестве правовой базы. Трудно предсказать точно, как будут выглядеть особенности этого общества из-за деталей и сложности контрактов.
Одним из конкретных последствий является то, что передача имущества и услуг должна рассматриваться добровольно со стороны обеих сторон. Никакие внешние объекты не могут заставить человека принять или отклонить определённую транзакцию. Один работодатель может предложить страхование и пособия в случае смерти однополым парам — другой может отказаться признать любой союз вне его или её собственной веры. Физические лица могут по своему усмотрению заключать или отклонять договорные соглашения.
Ротбард отмечает, что корпорации будут существовать в свободном обществе, поскольку они просто объединяют капитал. Он говорит, что ограниченная ответственность для корпораций может также существовать через контракты: "Корпорации вовсе не имеют монопольных привилегий; они являются свободными ассоциациями отдельных лиц, объединяющих свой капитал. В рамках действительно свободного рынка такие люди просто объявляют своим кредиторам, что «их ответственность ограничена капиталом, специально вложенным в корпорацию». Тем не менее корпорации, созданные таким образом, не смогут воспроизвести ограничение на обязательства, возникающие в неконтрактном порядке, такие как деликтная ответственность за экологические катастрофы или телесные повреждения, которыми в настоящее время пользуются корпорации. Сам Ротбард признаёт, что «ограниченная ответственность за правонарушения является незаконным присвоением особой привилегии».
В некоторых интерпретациях анархо-капитализма существуют ограничения на право заключения контрактов. Сам Ротбард утверждает, что право на заключение контракта основано на неотъемлемых правах человека, и поэтому любой договор, который косвенно нарушает эти права, может быть расторгнут по желанию. Это, например, не позволит человеку навсегда продать себя в рабство в неустановленном порядке. Другие толкования заключают, что запрет таких контрактов сам по себе будет недопустимо агрессивным вмешательством в право на заключение контракта.
В состав контрактного права входит право заключать контракт на работу на других людей. В отличие от анархо-коммунизма, анархо-капитализм поддерживает свободу индивидуумов заниматься индивидуальной трудовой деятельностью или заключать контракты на работу на других людей, в зависимости от того, что они предпочитают, и свободу платить и получать заработную плату. Некоторые либертарианцы предпочитают, чтобы самозанятость преобладала над наёмным трудом. Например, Дэвид Д. Фридман выразил предпочтение обществу, в котором «почти каждый самозанятый» и в котором «вместо корпораций существуют большие группы предпринимателей, связанных торговлей, а не властью. Каждый продаёт не своё время, а своё время производит». Другие, такие как Ротбард, не выражают предпочтения в любом случае, но оправдывают занятость как естественное явление на свободном рынке, которое никоим образом не аморально.

### Закон, порядок и применение насилия
Разные либертарианцы предлагают разные формы анархо-капитализма, и одна из областей разногласий находится в области права. В «Рынке свободы» Моррис и Линда Тэннехилл возражают против какого-либо уставного закона. Они утверждают, что всё, что нужно сделать, это узнать, был ли совершён акт агрессии (см. деликт и контрактное право), чтобы решить, является ли действие правильным или неправильным. Однако, поддерживая также естественный запрет на агрессию и мошенничество, Ротбард поддерживает создание взаимно согласованного централизованного либертарианского правового кодекса, которому обязуются следовать частные суды.
В отличие от Таннехиллов и Ротбарда, которые рассматривают идеологическую общность этики и морали как требование, Дэвид Д. Фридман предлагает, что «системы права будут создаваться для получения прибыли на открытом рынке, так же, как книги и бюстгальтеры производятся сегодня. Может иметь место конкуренция между различными брендами права, так же как существует конкуренция между различными марками автомобилей». Фридман говорит, что приведёт ли это к либертарианскому обществу «ещё предстоит доказать». Он говорит, что есть вероятность, что могут появиться очень не-либертарианские законы, такие как законы против наркотиков, но он считает, что это будет редко. Он полагает, что «если ценность закона для его сторонников меньше его стоимости для его жертв, этот закон не выживет в анархо-капиталистическом обществе».
Либертарианцы допускают коллективную защиту индивидуальной свободы (то есть суды, армию, или полицию) только в том случае, если такие группы создаются и оплачиваются на явно добровольной основе. Однако их претензия заключается не только в том, что оборонительные услуги государства финансируются за счёт налогообложения, но и в том, что государство предполагает, что оно является единственным законным практиком применения физического насилия, то есть оно принудительно препятствует частному сектору в обеспечении комплексной безопасности, такой как полиция, судебная и тюремная системы для защиты личности от агрессоров. Либертарианцы полагают, что нет ничего морально превосходящего в государстве, которое дало бы ему, но не частным лицам, право использовать физическую силу для сдерживания агрессоров. Если бы конкуренция в обеспечении безопасности была разрешена, цены были бы ниже, а услуги были бы лучше. По словам Молинари: «При свободном режиме естественная организация индустрии безопасности не будет отличаться от других отраслей». Сторонники анархо-капитализма указывают, что частные системы правосудия и обороны уже существуют, естественно формируясь там, где рынку разрешено компенсировать провал государства: частный арбитраж, охранники, группы наблюдения за соседями и так далее.
Защита тех, кто не может заплатить за такую защиту, могла бы финансироваться совместной самопомощью групп лиц или благотворительными организациями, полагающимися на добровольные пожертвования, а не государственными учреждениями, полагающимися на принудительное налогообложение.
Либертарианцы полагают, что суброгация, которая позволяет агрессорам финансировать возмещение убытков, снижает расходы на страхование и может действовать как сам по себе бизнес, превращая жертв из платных клиентов в прямых бенефициаров. Концепция перевода и возмещения реституции (RTR) была исследована теоретиком freenation Джоном Фредериком Косанке. Агентства будут нанимать бондинговые агентства, частных следователей, частные организации по разрешению споров и частные агентства по сдерживанию агрессоров по мере необходимости. Вместо того, чтобы платить за реституцию, жертвы продавали бы права на реституцию агентствам. Всё это можно сравнить с контрактным характером системы Goðorð, используемой в Исландском Содружестве конкурирующими вождями.
Эдвард Стрингхэм утверждает, что частное рассмотрение споров может позволить рынку усвоить внешние факторы и предоставлять услуги, которые желают клиенты.
Подобно классическому либерализму и в отличие от анархо-пацифизма, анархо-капитализм допускает применение силы до тех пор, пока она используется для защиты людей или имущества. Допустимая степень этого защитного применения силы является спорным моментом среди либертарианцев. Справедливое возмездие, означающее ответную силу, часто является составной частью договоров, предполагаемых для анархо-капиталистического общества. Некоторые полагают, что тюрьмы или долговая кабала были бы оправданными институтами для тех, кто нарушает неприкосновенность чужой жизни и собственности, в то время как другие полагают, что изгнания или принудительной реституции вполне достаточно.
Брюс Бенсон утверждает, что юридические кодексы могут налагать штрафные санкции за умышленные правонарушения в интересах предотвращения преступлений. Например, вор, который вломился в дом, взломал замок и был пойман до того, как что-либо предпринять, всё равно должен возместить ущерб потерпевшему за нарушение неприкосновенности его прав собственности. Бенсон полагает, что, несмотря на отсутствие объективно поддающихся измерению потерь в таких случаях, «стандартизированные правила, которые обычно воспринимаются членами сообщества как справедливые, по всей вероятности, будут устанавливаться с помощью прецедента, позволяя в суждениях указывать платежи, которые являются разумно подходящими для большинство уголовных преступлений». Линда и Моррис Таннехилы приводят аналогичный пример, отмечая, что грабитель банка, который раскаялся и вернул деньги, всё ещё должен выплатить компенсацию за угрозу жизни и безопасности сотрудников и клиентов, в дополнение к расходам оборонного агентства, которое было вызвано кассиром. Грабитель также потерял бы значительную часть репутации. Специализированные компании могут перечислять агрессоров, чтобы любой желающий иметь дело с человеком мог сначала проверить его досье. Грабитель банка счёл бы страховые компании перечисляющими его как очень плохой риск, а другие фирмы не захотели бы заключать с ним контракты.
Одним из сложных применений оборонительного насилия является акт революционного насилия (включая либертарианскую революцию) против тиранических режимов. Многие либертарианцы восхищаются американской революцией как «законным актом людей, работающих вместе, чтобы бороться против тиранических ограничений их свобод». Фактически, согласно Ротбарду, американская революционная война была единственной войной с участием Соединённых Штатов, которая могла быть оправдана. Некоторые либертарианцы, такие как Сэмюэль Эдвард Конкин III, считают, что насильственная революция контрпродуктивна, и предпочитают добровольные формы экономической сецессии, насколько это возможно.

## Ветви анархо-капитализма
Два основных моральных подхода к анархо-капитализму различаются в отношении того, оправдано ли анархо-капиталистическое общество деонтологической или консеквенциалистской этикой, или и той, и другой. Естественно-правовой анархо-капитализм (который отстаивал Ротбард) считает, что универсальная система прав может быть выведена из естественного права. Некоторые другие анархо-капиталисты не полагаются на идею естественных прав, но вместо этого представляют экономические обоснования для капиталистического общества свободного рынка. Такой последний подход был предложен Дэвидом Д. Фридманом в «Механике свободы». В отличие от других анархо-капиталистов (а в особенности Ротбарда) Фридман никогда не пытался отрицать теоретическую убедительность неоклассической литературы о «провале рынка», но открыто применял теорию как к рыночным, так и к государственным институтам (см. провал государства) для сравнения чистого результата. При этом он не был склонен критиковать экономическую эффективность как нормативный ориентир.
Косанке считает такую дискуссию неуместной, поскольку в отсутствие статутного права принцип ненападения естественным образом применяется, поскольку отдельные лица автоматически привлекаются к ответственности за свои действия посредством деликтного и контрактного права. Сообщества суверенных лиц, естественно, изгоняют агрессоров так же, как этические методы ведения бизнеса, естественно, необходимы конкурирующим предприятиям, которые подчиняются дисциплине рынка. По его мнению, единственное, что необходимо обсудить, это характер договорного механизма, который отменяет государство или препятствует его возникновению там, где формируются новые сообщества.

## Анархо-капитализм и другие анархистские школы
Как в своих коллективистских, так и в индивидуалистических формах анархизм обычно считается радикальной левой и антикапиталистической идеологией, которая поддерживает социалистические экономические теории, такие как коммунизм, синдикализм и мютюэлизм. Классические анархисты считают, что капитализм несовместим с социальным и экономическим равенством, и поэтому не признают анархо-капитализм в качестве анархистской школы мысли. В частности, они утверждают, что капиталистические операции не являются добровольными и что поддержание классовой структуры капиталистического общества требует принуждения, которое несовместимо с анархистским обществом.
Мюррей Ротбард утверждает, что современная капиталистическая система действительно не является должным образом анархической, потому что она так часто вступает в сговор с государством. По словам Ротбарда, «то, что сделали Маркс и более поздние авторы, — это объединение двух чрезвычайно разных и даже противоречивых концепций и действий в рамках одного портманто-термина. Эти две противоречивые концепции — это то, что я бы назвал капитализмом свободного рынка, с одной стороны и государственный капитализм с другой». «Разница между рыночным капитализмом и государственным капитализмом, — пишет Ротбард, — как раз и есть разница между, с одной стороны, мирным и добровольным обменом, а с другой — насильственной экспроприацией». Он продолжает: «Государственный капитализм неизбежно создаёт всевозможные проблемы, которые становятся неразрешимыми». Несмотря на заявления Ротбарда, марксисты делают различие между капитализмом свободного рынка и государственным капитализмом. Термин «государственный капитализм» был впервые использован марксистским политиком Вильгельмом Либкнехтом в 1896 году и Фридрих Энгельс, который разработал марксистскую теорию, говорил о капитализме с государственной собственностью как другой форме капитализма.
Ротбард утверждает, что анархо-капитализм является единственной истинной формой анархизма — единственной формой анархизма, которая могла бы существовать в реальности, поскольку он утверждает, что любая другая форма предполагает авторитарное принуждение к политической идеологии, такое как «перераспределение частной собственности». Согласно этому аргументу, свободный рынок — это просто естественная ситуация, которая возникает в результате освобождения людей от принудительной власти и влечёт за собой создание всех общественных объединений, таких как кооперативы, некоммерческие организации, предприятия и так далее.
Более того, либертарианцы утверждают, что для применения левых анархических идеалов потребуется какой-то авторитарный орган для их навязывания. Основываясь на их понимании анархизма, чтобы принудительно предотвратить накопление частного капитала людьми обязательно будет какая-то организация перераспределения, которая будет иметь полномочия по существу взимать налог и перераспределять полученные ресурсы для большей группы людей. Они приходят к выводу, что этот орган по своей природе будет иметь политическую власть и будет не чем иным, как государством. Разница между такой договорённостью и анархо-капиталистической системой заключается в том, что анархо-капиталисты считают добровольную природу организации внутри анархо-капитализма контрастирующей с централизованной идеологией и парным исполнительным механизмом, который, по их мнению, был бы необходим в условиях принуждения эгалитарно-анархистской система. С другой стороны, классические анархисты утверждают, что государство просто необходимо для поддержания неприкосновенности частной собственности и функционирования капитализма.
Однако Ротбард также написал опубликованную посмертно статью под названием «Являются ли либертарианцы „анархистами“?», в которой он проследил этимологические корни анархистской философии, в конечном итоге придя к выводу, что «мы находим, что все нынешние анархисты являются иррациональными коллективистами и поэтому находятся на противоположных полюсах с нашей позицией. Что ни одна из провозглашённых анархистских групп не соответствует либертарианскому положению, что даже самые лучшие из них имеют нереалистичные и социалистические элементы в своих доктринах». Кроме того, он сказал: «Поэтому мы должны сделать вывод, что мы не анархисты и что те, кто называет нас анархистами, не имеют прочной этимологической основы и совершенно неисторичны. С другой стороны, очевидно, что мы не являемся архистами: мы не верим в создание эффективной тиранической центральной власти, которая может держать всё под своим контролем силовыми или несиловыми методами. Возможно, тогда мы могли бы назвать себя новым именем: неархист».
Представители некоторых анархических движений отказывают анархо-капитализму в принадлежности к анархизму, утверждая, что традиционно анархизм сложился как антикапиталистическое учение. Считается, что такие основоположники анархизма как Уильям Годвин и Пьер-Жозеф Прудон выступали против собственности на средства производства и против капитализма. Однако определения терминов у анархистов XIX в. как правило разнятся от автора к автору и ещё не имеют устоявшейся традиции употребления, иногда меняясь от работы к работе у одного и того же автора. В частности, именно Прудоном выдвинут следующий лозунг: «Уничтожьте собственность и сохраните владение!». Под правом владения Прудон имел в виду узуфрукт, право узуфруктуария исключало право наследования, денежный капитал не мог быть предметом узуфрукта. Отсюда и особая природа денежного капитала.
Институт наследования рассматривался Прудоном как следствие возникшего института собственности. Институт наследования регулировал отношения по передаче имущества вследствие смерти собственника по признаками родства, а также его разделения между членами его семьи. Такое имущество передаётся лицу на праве узуфруктуария (пользователя имущества). Манципация есть развитие института собственности. Из антикапиталистического пафоса Прудона не следует отрицания частной собственности как таковой, а проводимые им различия между «собственностью» и «владением» достаточно произвольны. Кроме того, позиция Прудона относительно собственности претерпела значительные изменения. Будучи противником капитализма, Прудон не менее страстно выступал и против коммунизма. Его современные последователи определяют себя как «антикапиталистов свободного рынка» (англ. free market anti-capitalist). Резкие выступления против коммунизма известны и со стороны других известных анархистов — например, Макса Штирнера, Бенджамина Такера, Михаила Бакунина, Алексея Борового и Льва Чёрного. Таким образом, представления об антикапиталистической направленности анархизма, в смысле отрицания реально существующего капитализма, не всегда носят прокоммунистический и антирыночный характер.
Ещё одной распространённой причиной отказа для анархо-капитализма в принадлежности к анархическим движениям является вхождение анархо-капиталистов в состав парламентаристских партий (например, в Либертарианскую партию США). Однако анархо-капиталисты могут разделять и антипарламентаристские идеи традиционного европейского анархизма (волюнтаристы, агористы). Такие известные антикапиталистические анархисты XIX века, как Пьер-Жозеф Прудон или Альберт Либертад также выдвигали кандидатуры и избирались в органы местного самоуправления, так же как и теоретик платформистского направления коммунистического анархизма Жорж Фонтейни в середине 20-го. Таким образом, парламентаристская деятельность не является специфической для представителей анархо-капитализма.

## История

### Классический либерализм
Классический либерализм имеет первостепенное влияние на анархо-капиталистическую теорию. С тех пор, как Джон Локк впервые изложил либеральную философию, у классических либералов были две основные темы: человеческая свобода и ограничение государственной власти. Свобода человека выражалась в естественных правах, в то время как ограничение государства основывалось (для Локка) на теории согласия.
В XIX веке классические либералы возглавили атаку против этатизма. Одним из примечательных авторов был Фредерик Бастиа (Закон), который писал: «Государство — это великая фикция, с помощью которой каждый стремится жить за счёт всех остальных». Генри Дэвид Торо писал: «Я от всего сердца принимаю девиз: „Лучшее правительство то, которое правит как можно меньше, — и хотел бы, чтобы сей девиз осуществлялся быстрее и более систематично. Осуществлённый, он сводится в конце концов — и за это я тоже стою — к девизу: Лучшее правительство то, которое не правит вовсе, а когда люди будут к этому готовы, то именно такие правительства у них и будут“».
Первые либералы считали, что государство должно ограничиваться ролью защиты свободы и собственности, и выступали против всего, кроме самых минимальных экономических правил. «Нормативным ядром» классического либерализма является идея о том, что в условиях невмешательства возникает спонтанный порядок сотрудничества в обмене товарами и услугами, который удовлетворяет потребности людей. Некоторые индивидуалисты пришли к выводу, что либеральное государство само насильственно забирает собственность через налогообложение, чтобы финансировать свои услуги по защите, и поэтому казалось логически непоследовательным противостоять воровству, в то же время поддерживая финансируемого налогом защитника. Таким образом, они защищали то, что можно рассматривать как радикальный классический либерализм, поддерживающий только добровольно финансируемую оборону конкурирующих частных поставщиков. Одним из первых либералов, который обсуждал возможность приватизации защиты индивидуальной свободы и собственности, был француз Жакоб Мовийон в XVIII веке. В 1840-х годах Юлиус Фоше и Гюстав де Молинари выступали за то же самое.
В своём эссе «Производство безопасности» Молинари утверждал: «Ни одно правительство не должно иметь права мешать другому правительству вступать с ним в конкуренцию или требовать, чтобы потребители безопасности приходили исключительно к нему за этим товаром». Молинари и этот новый тип антиэтатистских либералов основывали свои аргументы на либеральных идеалах и классической экономике. Историк и либертарианец Ральф Райко утверждает, что то, что «придумали» эти либеральные философы, было формой индивидуалистического анархизма или, как его сегодня называют, анархо-капитализма или рыночного анархизма. В отличие от либерализма Локка, который считал, что государство развивается из общества, антиэтатистские либералы видели фундаментальный конфликт между добровольным взаимодействием людей (то есть обществом) и институтами агрессии (то есть государством). Идея «общество против государства» была выражена различными способами: естественное общество против искусственного общества, свобода против власти, общество контракта против общества власти и индустриальное общество против воинствующего общества, и это лишь некоторые из них. Антиэтатистская либеральная традиция в Европе и США продолжилась после Молинари в ранних работах Герберта Спенсера, а также у таких мыслителей, как Поль де Пёйдт и Оберон Герберт.
В начале XX века мантию антиэтатистского либерализма переняли «старые правые». Это были антимилитаристы, антиимпериалисты и (позже) противники Нового курса. Некоторыми из наиболее заметных членов «старых правых» были Альберт Джей Нок, Роуз Уайлдер Лейн, Изабель Патерсон, Фрэнк Ходоров, Гарет Гарретт и Генри Менкен. В 1950-х годах появился новый «объединённый консерватизм», также называемый «консерватизмом Холодной войны», овладевший правыми в Соединённых Штатах, подчёркивающий антикоммунизм. Это побудило либертарианских старых правых отделиться от правых и искать альянсы с (теперь левым) антивоенным движением, и начать создавать конкретно либертарианские организации, такие как Либертарианская партия.

### Индивидуалистический анархизм XIX века в США
На Ротбарда оказали влияние работы американских индивидуалистических анархистов XIX века (на которых также оказал влияние классический либерализм). Зимой 1949 года, под влиянием нескольких анархистов-индивидуалистов XIX века, Ротбард решил отказаться от минимального государственного вмешательства и принять индивидуалистический анархизм. В 1965 году он сказал: «Лизандер Спунер и Бенджамин Р. Такер были непревзойдёнными политическими философами, и сегодня нет ничего более необходимого, чем возрождение и развитие в значительной степени забытого наследия, которое они оставили политической философии», Он считал, что они ошибочно понимали экономику, поскольку индивидуалисты XIX века под влиянием классических экономистов руководствовались трудовой теорией стоимости, а Ротбард принадлежал к австрийской школе, которая не согласна с трудовой теорией стоимости. Он стремился соединить защиту американских индивидуалистов XIX века свободного рынка и частную защиту с принципами австрийской экономики: «В теле мысли, известной как „австрийская экономика“, есть научное объяснение работы свободного рынка и последствий вмешательства правительства на этот рынок, которые индивидуалистические анархисты могут легко включить в своё политическое и социальное мировоззрение». Он считал, что экономические последствия политической системы, которую они защищают, не приведут к экономике, в которой людям будут платить пропорционально суммам труда, и при этом прибыль и проценты не исчезнут, как ожидали анархо-индивидуалисты. Такер считал, что нерегулируемый банковский и денежный выпуск вызовет увеличение денежной массы, так что процентные ставки упадут до нуля или приблизятся к нему.
Ротбард не согласился с этим в «Доктрине Спунера-Такера: взгляд экономиста». Он говорит, что, во-первых, Такер ошибался, полагая, что это приведёт к увеличению денежной массы, потому что денежная масса на свободном рынке будет саморегулируемой. Если бы это было не так, то возникла бы инфляция, поэтому не всегда желательно увеличивать денежную массу. Во-вторых, он говорит, что Такер ошибочно полагает, что интерес исчезнет независимо от того, что люди в целом не хотят давать свои деньги другим без компенсации, поэтому нет причин, по которым это могло бы измениться только потому, что банковское дело было нерегулируемым. Такер придерживался трудовой теории стоимости, и в результате он думал, что на свободном рынке людям будут платить пропорционально тому, сколько труда они приложили и что, если они не будут заняты, имело место эксплуатация или «ростовщичество». Как он объясняет в Государственном социализме и анархизме, его теория заключалась в том, что нерегулируемая банковская деятельность приведёт к тому, что будет доступно больше денег, и что это позволит распространить новые предприятия, что, в свою очередь, повысит спрос на рабочую силу. Это привело его к мысли, что трудовая теория стоимости будет оправдана, и равные трудовые ресурсы получат равную оплату. Будучи экономистом АЭШ, Ротбард не соглашался с теорией труда и считал, что цены на товары и услуги пропорциональны предельной полезности, а не количеству рабочей силы на свободном рынке. Он не думал, что в людях, получающих доход, есть что-то эксплуататорское в зависимости от того, сколько покупатели их услуг ценят свой труд или что производит этот труд.
Особое значение для анархо-капиталистов, Такера и Спунера имеют идеи «суверенитета личности», рыночная экономика и оппозиция коллективизму. Определяющим моментом, по которому они согласны, является то, что защита свободы и собственности должна обеспечиваться на свободном рынке, а не государством. Такер полагал, что «Защита — это тоже услуга, ничем не отличающаяся от иных услуг, а предоставление услуг защиты в равной степени полезная и востребованная профессия, и, следовательно, их оборот можно в полной мере рассматривать в контексте рыночного закона спроса и предложения. В этом смысле в рамках свободного рынка товар „защиты“ будет продаваться по себестоимости производства, так что конкурентное преимущество и предпочтения клиентов достанутся тем, кто обеспечивает лучшее качество предоставляемой продукции по самой низкой цене. То есть, мы можем утверждать, что в настоящий момент производство и продажа этого товара (услуги) монополизированы государством, и государство (подобно всякому монополисту) устанавливает непомерные цены».

## Модель свободного общества
С точки зрения анархо-капитализма в свободном обществе правоохранительные, судебные и прочие услуги обеспечения безопасности должны предоставляться на свободном рынке, в рамках конкуренции между поставщиками этих услуг и выбираться и финансироваться потребителями в добровольном порядке, а не централизованно посредством «конфискационного» налогообложения. Деньги, наряду со всеми другими товарами и услугами, должны предоставляться в частном порядке и на конкурентной основе на открытом рынке. Следовательно, личная и экономическая деятельность в условиях анархо-капитализма должна регулироваться непосредственно жертвами и их непосредственно выбранными агентами через рыночные организации по урегулированию споров в рамках контракта, а не по закону через централизованно определяемое наказание при политических монополиях, которые имеют тенденцию порождать коррупцию через коллективизацию собственности и искажение рыночных сигналов.
Регулирование бизнеса, такое как корпоративные стандарты, связи с общественностью, маркировка продукции, правила защиты прав потребителей, этика и трудовые отношения, должны регулироваться добровольно через использование конкурентных торговых ассоциаций, профессиональных обществ и органов по стандартизации; теоретически это обеспечило бы рыночный доступ к решениям предприятий и позволило бы рынку эффективно взаимодействовать с предприятиями с помощью потребительских союзов вместо централизованных нормативных мандатов для компаний, навязываемых государством, который, как утверждают либертарианцы, неэффективны из-за регулятивного захвата.

## Исторические прецеденты
Некоторые либертарианцы полагают, что можно привести в пример несколько исторических обществ, близких к анархо-капитализму.

### Свободные города средневековой Европы
Экономист и либертарианец Брайан Каплан полагает, что мы можем рассматривать свободные города средневековой Европы как пример безгосударственных или практически безгосударственных обществ:
«Пример политического устройства свободных городов средневековой Европы вдохновил анархистов всех мастей. Будучи первыми свободными звеньями в цепи феодализма, эти города стали центрами экономического развития, торговли, искусства и культуры в Европе. Они были убежищами для беглых крепостных, которые таким образом могли по закону обрести свободу, если оставались не пойманными в течение года и одного дня. Эти общества также являлись примером того, как люди могут самостоятельно создавать и объединяться в ассоциации правозащитного, страхового и общинного толка. Конечно же, левые анархисты и анархо-капиталисты по-разному смотрят на пример свободных городов: левые подчёркивают коммунистические и эгалитарные аспекты в устройстве свободных городов, тогда как правые указывают на практически нерегулируемый свободный рынок и стихийный порядок, в рамках которого развилось огромное количество услуг (включая защиту, безопасность и судебную систему), предоставляемых частниками на свободном рынке.»

### Средневековая Исландия
Либертарианский идеолог Д. Фридман считал, что «Средневековые исландские институты отличаются в определённом смысле своеобразными и интересными особенностями. Они вполне могли быть результатом фантазии сумасшедшего экономиста, решившего проверить, могут ли рыночные системы вытеснить государство в его самых основополагающих функциях». Не называя исландское общество в полном смысле анархо-капиталистическим, Фридман полагает, что правовая система Исландского содружества очень близка к анархо-капиталистической, так как, несмотря на то, что в то время существовала единая законодательная система, сама правоприменительная практика носила исключительно частный и в определённом смысле капиталистический характер. Таким образом, это может служить примером того, как анархо-капиталистическое общество может функционировать. «Даже в тех случаях, когда в рамках исландской правовой системы рассматривалось „публичное“ правонарушение, разбирательство происходило путём предоставления определённому индивиду (в некоторых ситуациях он избирался по жребию среди причастных к судопроизводству людей) прав вести дело и взыскивать штрафы, таким образом превращая процесс в де факто частное третейское разбирательство». Комментируя исландское политическое устройство, либертарианец Родерик Лонг отмечает:
"Управление правовой системой (в той степени, в которой оно существовало) находилось в сфере компетенции парламента, состоящего из приблизительно 40 офицеров, которых историки зачастую некорректно именуют «вождями». У этого парламента не было бюджета или сотрудников: он собирался только на 2 недели в год. Помимо этой обязанности, на вождей также была возложена ответственность за назначение судей и сохранение мира в их местности. Де-факто, за исполнение этих обязанностей вожди получали вознаграждение от нанимавших их жителей. Приведение в исполнение судебных решений по большей части было возложено на плечи непосредственно выигравшей процесс стороны (отсюда и репутация Исландии, как страны бесконечной частной вражды), но пострадавшие, которые были недостаточно сильны для взимания компенсации своими силами, могли продать свои судебные постановления о компенсации кому-нибудь более могущественному, например вождю. Таким образом, даже бедные, слабые и одинокие люди не становились безответными жертвами. То есть, основой политической власти вождя был заработанный им в обществе вес и репутация. Должность вождя была частной собственностью и могла быть куплена или продана, следовательно, вождями обычно становились экономически-успешные люди. Но одного этого было недостаточно. Как отмечает историк и экономист Биргир Солвасон в своём в высшей степени профессиональном исследовании того периода, «сама по себе покупка титула вождя не являлась гарантией власти». Сам титул был практически бесполезным, если вождь не мог «убедить свободных землепашцев следовать за ним». Власть вождей распространялась не на определённые территории, а на людей, которые соглашались признать их авторитет. Таким образом, вождь должен был конкурировать за клиентов с другими вождями из той же географической области.
Система свободного контракта между фермерами и вождями оказалась под угрозой во время экспансии норвежских королей, начавшейся приблизительно с 1000 г. н. э., в рамках чего исландцы были вынуждены принять христианство как национальную религию, что повлекло за собой установление обязательного церковного налога в 1096-м году. Налог выплачивался местному вождю, владевшему церковным двором. Лонг полагает, что это давало несправедливое преимущество некоторым вождям, которым теперь было необязательно опираться на добровольную поддержку своих клиентов для обеспечения своих доходов. Постепенно это привело к концентрации власти в руках нескольких успешных вождей, что позволило им положить конец конкуренции и установить монополии. Несмотря на то, что Содружество было политически стабильно в течение 3-х веков (то есть, дольше, чем любая демократия), его декаданс, по мнению Лонга, был вызван не «избытком приватизации, а напротив — её недостатком». Он отмечает:
«Свободное Государство потерпело крах не из-за избытка приватизации, а скорее из-за её недостатка. Церковная десятина (а в особенности та её часть, которая выделялась на содержание церковных дворов) была монопольным и неконкурентным элементом системы. В свою очередь введение этой десятины было вызвано иным внерыночным неконкурентным элементом: установлением официальной государственной церкви, которую юридически были обязаны поддерживать абсолютно всё. Кроме того, покупка титулов вождей мало бы что дала в контексте свободного доступа к этой профессии. Но вместо этого количество постов вождей регулировалось законом, и создание новых титулов было возможно исключительно с одобрения парламента, то есть — с одобрения уже существующих вождей, которые, разумеется, не стремились поощрять конкурентов и конкуренцию как таковую. Таким образом, к коллапсу Свободного Государства привели именно те аспекты общественной жизни, которые были в меньшей степени приватизированы и в большей степени связаны с чем-то государственным, тогда как именно „анархо-капиталистические“ аспекты исландского общества задержали и отсрочили этот декаданс на 3 века».

### Американский Старый Запад
Согласно исследованию Терри Л. Андерсона и П. Д. Хилла, Старый Запад в США в промежутке между 1830 и 1900 был похож на анархо-капиталистическое общество в том, что «частные агентства создавали основу функционирования упорядоченного общества, в рамках которого права собственности были защищены, а конфликты урегулированы». Они полагают, что распространённое заблуждение о том, что Старый Запад был хаотичен и мало соотносится с представлениями о сильных институтах частной собственности — в корне неверно. Так как поселенцы не претендовали на западные земли в соответствии с федеральным законом, чтобы заполнить эту пустоту возникали различного рода нелегальные организации. Бенсон объясняет:
«Земельные клубы и ассоциации по приватизации учреждали свои собственные контрактные системы, в рамках которых излагались законы, регулирующие определение и защиту прав собственности на землю. Они устанавливали порядок регистрации претензий на землю, а также порядок защиты этих претензий от посторонних, разрешали и урегулировали внутренние споры и тяжбы. Эти договорённости о взаимной защите имели силу только в том случае, если член этой ассоциации вступил в неё, поддерживая её юрисдикцию, честно соблюдал её правила и законы, подчинялся решениям её суда. Те, кто отказывались, подвергались общественному остракизму. Этот остракизм подразумевал, что члены клуба и ассоциации не оказывали провинившемуся никакой поддержки в том случае, если у него возникали какие-либо конфликты. То есть, при защите от агрессии он мог рассчитывать только на свои силы.»
Андерсон пишет, что «Определяя анархо-капитализм как общество с минимальным государством, с системой прав собственности, появившейся и развивающейся „снизу-вверх“, западный американский фронтир однозначно был близок к анархо-капитализму. Люди на фронтире разработали институты, которые соответствовали нехватке ресурсов, с которой они были вынуждены столкнуться».

### Кельтская Ирландия
В своей работе «К Новой Свободе» Мюррей Ротбард назвал древнюю кельтскую Ирландию примером общества, очень близкого к анархо-капитализму. Ссылаясь на работу профессора Джозефа Педена, он говорит, что основной политической единицей древней Ирландии был туат, который обычно изображается как «группа людей, добровольно объединённая для достижения общественно значимых целей» и территориально ограниченный «совокупной суммой земель его членов». Гражданские конфликты находились в компетенции частных арбитров и адъюдикаторов, называемых «бреонами», а компенсация, причитавшаяся пострадавшей стороне, была застрахована с помощью добровольных поручительских отношений. Говоря о «королях» туатов, Ротбард утверждает:
«Туаты избирали короля из членов королевской семьи (the derbfine), которая исполняла роль жрецов-хранителей наследия. Однако, политические полномочия короля были очень жёстко ограничены: он возглавлял войска туатов во время войны и руководил ассамблеями туатов. Но вести войну и переговоры о мире он мог только в качестве представителя этих самых ассамблей, а не в качестве субъекта политических взаимоотношений. Король ни в каком смысле этого слова не был сувереном, не имел прав судить членов туатов. Он не мог заниматься законотворческой деятельностью, а когда сам был стороной судебного разбирательства, то должен был передать своё дело независимому судебному арбитру».

## Критика

### Государство, справедливость и оборона
Многие анархисты, такие как Брайан Моррис, утверждают, что анархо-капитализм фактически не избавляется от государства. Он полагает, что анархо-капиталисты «просто заменили государство частными охранными фирмами, и вряд ли их можно назвать анархистами в классическом значении этого термина». Как отмечает анархист Питер Сабатини:
В рамках либертарианства Ротбард представляет точку зрения меньшинства, которая фактически выступает за полную ликвидацию государства. Однако идентификация Ротбарда как анархиста сразу становится неверной, когда оказывается, что он хочет только конца публичному государству. Вместо него он предполагает бесчисленные частные государства, каждое из которых содержит свои собственные полицейские силы, армию и закон или покупает эти услуги у капиталистических торговцев (…) Ротбард не видит ничего плохого в накоплении богатства, поэтому люди с большим капиталом неизбежно будут иметь в своём распоряжении силу принуждения, точно так же, как они это делают сейчас.  
Точно так же Боб Блэк утверждает, что анархо-капиталист хочет «отменить государство к своему собственному удовлетворению, называя его чем-то другим». Он заявляет, что они не осуждают то, что делает государство, они просто «возражают против того, кто это делает».
Некоторые критики утверждают, что анархо-капитализм превращает справедливость в товар; частные оборонные и судебные фирмы предпочитают тех, кто платит больше за свои услуги. Рэнделл Холкомб утверждает, что оборонные ведомства могут создавать картели и притеснять людей, не опасаясь конкуренции. Философ Альберт Мельцер утверждал, что, поскольку анархо-капитализм продвигает идею частных армий, он фактически поддерживает «ограниченное государство». Он утверждает, что «возможно только представить себе анархизм, который является свободным, коммунистическим и не предлагает экономической необходимости для подавления противодействия ему».
В книге Анархия, государство и утопия Нозик утверждает, что анархо-капиталистическое общество неизбежно превратится в минимальное государство через возможное возникновение монопольной частной обороны и судебного органа, который больше не сталкивается с конкуренцией. Он утверждает, что анархо-капитализм приводит к нестабильной системе, которая не будет существовать в реальном мире. Пол Берч утверждает, что правовые споры, затрагивающие несколько юрисдикций и различные правовые системы, будут слишком сложными и дорогостоящими, поэтому крупнейший частный охранный бизнес на территории превратится в естественную монополию. Роберт Элликсон заявляет, что анархо-капиталисты, «представляя себе стабильную систему конкурирующих частных ассоциаций, игнорируют как неизбежность территориальных монополистов в управлении, так и важность институтов для ограничения злоупотреблений этих монополистов».
Анархо-капиталисты возражают, что этот аргумент носит циркулярный характер, поскольку они полагают, что монополии являются искусственными конструкциями, которые могут поддерживаться только политическим иммунитетом к естественным рыночным процессам или постоянным предоставлением продуктов и услуг высшего качества. Если конкурентам не препятствуют войти на рынок, они полагают, что стимул прибыли, который подпитывается «постоянным спросом на улучшения», пропорционально втягивает их в него. Кроме того, они полагают, что средневековые системы в Ирландии и Исландии демонстрируют, что трактовка права на справедливость как собственности означает, что она продаётся (не покупается) жертвами. Некоторые либертарианцы предлагают систему восстановления справедливости, в которой право на возмещение ущерба, созданным нарушением имущества жертв, может быть принцип гомстеда от охотников за головами, которые приводят преступников к ответственности, создавая тем самым стимул для людей, чтобы работать, защищая права потерпевших, которые в противном случае не смогли бы оплатить сервис.

### Права и свободы
Многие анархо-капиталисты полагают, что легитимными являются только лишь негативные (но не позитивные!) права. Некоторые критики (включая Ноама Хомского) считают, что между позитивными и негативными правами нет никакой разницы:
«Анархо-капитализм, по моему мнению, представляет собой доктринальную систему, которая, будучи реализованной, приведёт к формам тирании и угнетения такой силы, что человечество вряд ли сталкивалось с чем-то настолько ужасным в прошлом. Я считаю, что его античеловечные идеи никогда не будут реализованы, ибо идеология эта вмиг разрушит любое общество, допустившее столь фатальную ошибку. Идея „добровольного договора“ между сувереном и его голодающим слугой видится мне больной шуткой, которая, возможно, заслуживает разве что обсуждения в рамках академического семинара, посвящённого изучению последствий (на мой взгляд, совершенно абсурдных) идей анархо-капитализма, но семинар этот — пожалуй, и есть то единственное место, где подобные идеи можно рассматривать всерьёз.»

- Ноам Хомский, «Об анархизме»
Британский историк анархизма Питер Маршалл также утверждает, что анархо-капиталистическое определение свободы абсолютно отрицательно и в его рамках невозможно гарантировать положительную свободу индивидуальной автономии и независимости.

### Экономика и собственность
Большинство анархистов считает, что некоторые капиталистические сделки не носят добровольный характер и что поддержание классовой структуры капиталистического общества подразумевает принуждение, что нарушает базовые анархические принципы. Дэвид Гребер аргументировал свой скептицизм по отношению к анархо-капитализму схожим образом:
«Честно говоря, я достаточно скептично отношусь к идеям анархо-капитализма. Если анкапы представляют мир, разделённый на владеющих собственностью работодателей и лишённых её наёмных рабочих, но без механизмов институционального принуждения […], то я просто не могу понять, как именно он будет функционировать. Вы постоянно можете наблюдать, как анкапы говорят что-то вроде: „Если я хочу нанять кого-нибудь для работы в моём огороде, как вы собираетесь остановить меня без принуждения?“ Обратите внимание, что вы никогда не услышите что-то вроде: „Если я собираюсь сам наняться и поработать в чьём-нибудь чужом огороде, как вы меня остановите?“ Исторически никто и никогда не выполнял подобного рода работу по своему собственному желанию, если была хоть КАКАЯ-НИБУДЬ альтернатива.»
Некоторые критики утверждают, что анархо-капиталистическая концепция добровольного выбора не учитывает принуждение, обусловленное как человеческим, так и нечеловеческим факторами вроде потребности в пропитании и жильё, равно как и искусственный дефицит этих ресурсов, вызванный действиями их собственников (в том числе и в особенности людей (или класса), которые являются держателями титулов собственности на средства производства). Например, если человеку нужна работа для того, чтобы прокормить и обеспечить себя жильём, отношения между работником и работодателем могут расцениваться как недобровольные. Критика иного рода заключается и в том, что работник может действовать недобровольно, ибо экономическая система, в рамках которой он живёт и работает, может заставлять одних индивидов работать на других в контексте сложившихся отношений принуждения, обусловленных титулами частной собственности.
Некоторые философские концепции рассматривают любые права или титулы собственности на землю как аморальные и нелегальные.
Некоторые критики анархо-капитализма (например, геолибертарианцы), поддерживающие полную приватизацию капитала, полагают, что земля и природные материалы остаются иным фактором производства и не могут быть справедливо конвертированы в частную собственность, так как не являются продуктом человеческого труда. Некоторые социалисты (в том числе и другие рыночные анархисты вроде мютюэлистов) выступают категорически против заочных прав собственности. У анархо-капитализма есть достаточно строгие критерии отчуждения собственности: каждый сохраняет свою собственность, покуда не продаёт или не дарит её. Анархисты, критикующие эту точку зрения, обычно придерживаются гораздо менее жёстких критериев отчуждения прав собственности. Например, человек может потерять право собственности на предмет, когда он перестаёт его использовать, а на землю — когда перестаёт её занимать. Более того, идея первоначального присвоения совершенно противоположна социализму и традиционным анархическим школам, равно как и любой моральной или экономической философии, наделяющей людей равными правами на землю и природные ресурсы.
Анархо-капиталисты возражают, что собственность не только естественна, но и неизбежна. При этом они ссылаются на Советский Союз как на неизбежный результат её запрета и коллективизации, что, по их мнению, ликвидирует стимулы свободного рынка и ответственность собственника, порождая чёрные рынки. Затем Косанке возражает так называемой «эгалитарной догме» фактами[какими?], демонстрируя[как?], что все расходы на жизнь определяются совершенно естественно и, зависимые от огромного количества факторов, не могут быть урегулированы политическими средствами без отрицательных последствий.

### Документальная литература
Ниже приведён частичный список заметных научных работ, посвящённых анархо-капитализму.
- Мюррей Ротбард, основатель анархо-капитализма:
  - К новой свободе, Либертарианский манифест Архивная копия от 18 августа 2019 на Wayback Machine, последовательное изложение либертарианской теории и работы анархо-капиталистического общества
  - Этика Свободы,, моральное оправдание свободного общества
  - Власть и рынок: Государство и экономика Архивная копия от 22 августа 2006 на Wayback Machine, классификация государственных экономических вмешательств
  - Человек, экономика и государство, австрийская микро- и макроэкономика
- Дэвид Д. Фридман, Механика Свободы Архивная копия от 17 декабря 2013 на Wayback Machine, классическая последовательная защита анархо-капитализма, объяснение того, как в анархо-капиталистическом обществе будут работать суды и кто будет строить дороги.
- Майкл Хьюмер[англ.], «Проблема политической власти», длительная защита философского и политического анархизма (с последней версией анархо-капиталистического разнообразия), основанная на сочетании естественных прав и аргументированных аргументов
- Ханс-Херман Хоппе, Анархо-капитализм: аннотированная библиография Архивная копия от 11 января 2014 на Wayback Machine
  - Теория социализма и капитализма Архивная копия от 31 августа 2013 на Wayback Machine
  - Экономика и этика частной собственности[англ.], исследование по политической экономии и философии
  - Демократия — низвергнутый бог, экономика и политика монархии, демократии и естественного порядка
- Брюс Бенсон[англ.], Предприятие права: правосудие без государства
  - Служить и защищать: приватизация и сообщество в сфере уголовного правосудия
- Джеймс Дейл Дэвидсон[англ.] и Уильям Рис-Могг[англ.] Суверенный Человек
- Оберон Герберт[англ.], Право и неправда принуждения со стороны государства
- Альберт Джей Нок, Наш враг — государство[англ.], тезис Франца Оппенгеймера, применённый к ранней истории Соединённых Штатов
- Герберт Спенсер, Социальная статика, включает в себя эссе «Право игнорировать государство», хотя Спенсер не был анархо-капиталистом, многие его идеи, включая закон равной свободы, были предшественниками современного анархо-капитализма
- Джордж Г. Смит, «Предпринимательство юстиции на свободном рынке» Архивная копия от 6 сентября 2014 на Wayback Machine, рассматривает предпринимательскую роль органов юстиции
- Эдуард Стрингем[англ.], «Анархия и закон: политическая экономия выбора» Архивная копия от 1 октября 2018 на Wayback Machine, книга на 700 страниц, представляющая основные аргументы исторических исследований об анархо-капитализме

### Художественная литература
Анархо-капитализм был исследован в некоторых литературных произведениях, особенно в научной фантастике. Ранним примером является Роберт Хайнлайн с его романом 1966 года «Луна суровая хозяйка», в котором он исследует то, что он называет «рациональный анархизм».
Авторы киберпанка и пост-киберпанка были особенно очарованы идеей распада национальных государств. В нескольких историях Вернора Винджа, включая Marooned in Realtime и «Завоевание по умолчанию», изображены анархо-капиталистические общества, иногда в благоприятном свете, а иногда нет. Нил Таун Стивенсон с его «Лавина» и «Алмазный век», Макс Барри с его «Правительство Дженнифер» и Нил Смит с его «Все вероятностные» используют идеи анархо-капитализма. Изображение анархии в киберпанке варьируется от мрачного до оптимистично настроенного. При этом использование таких идей ничего не говорит о политических взглядах автора. В частности, Нил Стивенсон воздерживается от радикальных политических заявлений, когда его намеренно провоцируют.
В новелле Мэтта Стоуна «В степях Центральной Азии», американский студент Грэд приглашён на работу в газете в Монголии и обнаруживает, что монгольское общество является практически безгосударственным находясь на полу-анархо-капиталистическом пути. Первоначально новелла была написана для рекламы экономического трактата Фюрле «Чистая логика выбора» 1986 года.
«Sharper Security: A Sovereign Security Company Novel», входящий в серию Томаса Сьюэлла, «настроен на пару десятилетий в ближайшем будущем с точки зрения свободы общества, основанного на индивидуальном выборе и экономике свободного рынка» и содержит общество, где люди нанимают охранную компанию, чтобы защитить и застраховать их от преступлений. Охранные компании являются суверенными, но клиенты могут свободно переключаться между ними. Они ведут себя как сочетание страховых и военизированных сил полиции. Анархо-капиталистические темы имеются в большом количестве, в том числе исследование несоблюдения суверенного иммунитета, частных дорожных систем, laissez-faire рынка и конкурирующих валют.
В веб-комиксе «Побег из Терры» Сэнди Сэндфорта, Скотта Бизера и Ли Оукса исследуется безгосударственный капитализм, основанный на Церере, и его взаимодействие с агрессивным этатистским обществом Терра.